# هان فیزی
هان فیزی (به انگلیسی: The Han Feizi) یک متن چینی باستانی است که به‌دلیل انتساب آن به فیلسوف سیاسی هان فی زی نام‌گذاری شده‌است. این مجموعه شامل مقالاتی در سنت قانون‌گرایی فلسفه چین و در مورد نظریه‌های قدرت دولتی است، که روش‌شناسی پیشینیان هان فی زی را گرد آورده‌است. 55 فصل از آن، که بیش‌تر مربوط به دوره ایالت‌های جنگ‌طلب در اواسط قرن سوم پیش از میلاد هستند، تنها متونی هستند که کاملاً دست‌نخورده باقی مانده‌اند. اعتقاد بر این است که هان فیزی شامل اولین تفسیرهای دائو ده جینگ است. با ظهور سلسله کین و به‌دنبال آن ایدئولوژی این دودمان، اولین امپراتور کین و امپراتورهای بعدی از الگوی تنظیم‌شده توسط هان فی زی پیروی می‌کردند.
هان فی زی با نوشتن هان فیزی نویسنده «برترین» متون «قانون‌گرایی» در نظر گرفته می‌شود، که توسط ای سی گراهام «سینث‌سایزر بزرگ قانون‌گرایی» لقب گرفته‌است.
هان فیزی در میان مهم‌ترین آثار کلاسیک فلسفی در چین باستان، به مدیریت، دیپلماسی، جنگ و اقتصاد می‌پردازد، و به‌دلیل فراوانی حکایات در مورد چین (پیش از چین مدرن) ارزش‌مند است. انسجام مقالات این احتمال را نشان می‌دهد که توسط خود هان فی زی نوشته شده باشد، و اگرچه از نظر سبک متفاوت است، اما از نظر فلسفی جذاب‌تر از کتاب لرد شانگ در نظر گرفته می‌شود. گفته می‌شود که ژوگه لیانگ به‌خاطر متن هان فیزی برای هان فی زی  اهمیت زیادی قائل بوده‌است.

## معرفی
هان فیزی که به موضوع دولت‌داری اختصاص دارد، طبیعت انسانی مبتنی بر علاقه را همراه با روش‌های سیاسی برای دولت‌داری، به نفع دولت و حاکم توصیف می‌کند، یعنی درگیر شدن در «وو وی» (مشاهده غیرفعال)، و به‌کارگیری و استفاده سیستماتیک از فا (قانون، اندازه‌گیری، آمار) برای حفظ رهبری و مدیریت منابع انسانی، افزایش رفاه و ارتباط با عدالت.
هان فیزی به‌جای اتکای بیش از حد به افراد شایسته، که ممکن است لزوماً قابل اعتماد نباشند، نحوه کنترل برنامه‌های این افراد را به پاداش و جریمه سیستماتیک (دو دسته) توضیح می‌دهد، و به پرداختن به سوژه‌هایی از این دست در دولت می‌پردازد. با اعمال پاداش و جریمه حاکم دخالت خود را به حداقل می‌رساند. مانند شانگ یانگ و سایر فیلسوفان فا، او به حاکم توصیه می‌کند که فا را به هیچ وجه رها نکند، و آن را وسیله‌ای عملی‌تر برای اداره قلمرو بزرگ و کارکنان نزدیک می‌داند.
فلسفه هان فی زی از شاه‌کشی‌های دوران او سرچشمه می‌گیرد. گلدین می‌نویسد: «بیش‌تر آن‌چه در هان فیزی آمده‌است پرداختن به روابط حاکم با وزرای خود است، که به احتمال زیاد دسیسه‌های حزبی و گروهی بوده و در عمل به او آسیب می‌رساند. هان فی زی از بهار و پاییز تائو زو نقل می‌کند: «کم‌تر از نیمی از همه حاکمان بر اثر بیماری می‌میرند.» اگر زمام‌دار مردم از این امر که مرگ غیرطبیعی بیش‌تر اتفاق می‌افتد، غافل باشد، نابه‌سامانی‌ها و بی‌بندو‌باری‌ها زیاد می‌شود. از این رو می‌گویند: اگر تعداد کسانی که از موت ربانی می‌میرند زیاد باشد، حاکم در خطر است.»

## عناصر فلسفه هان فی
چین‌شناس کریس فریزر، به‌عنوان یک مقدمه در کتاب راهنمای فلسفه جهانی آکسفورد (۲۰۱۱) تفسیری مدرن از عناصر فاجیا یا «قانون‌گرایان» را که به هان فی نسبت داده می‌شود، شرح می‌دهد. سه عنصر نمایان‌گر دیدگاه موضوعی بودند که توسط فنگ یولان (۱۹۴۸) معرفی شد، تا زمانی که کار چین‌شناسی هرلی جی کریل (۱۹۷۰) انجام شد.
فریزر، فای هان فی زی را به‌عنوان معیار رفتاری واضح، صریح و خاص که شامل قوانین، عمل‌کرد شغلی رضایت‌بخش، ارتقاء نظامی و بوروکراتیک و مقررات عمومی جمعیت است، تعریف می‌کند. هدف هان فی زی جایگزینی آموزه‌های اخلاقی موروثی و پادشاهان با فا و مقامات آن است. معیارهای عینی فا از فریب حاکم جلوگیری می‌کند، از فساد یا سوءاستفاده رسمی جلوگیری می‌کند و دقت و آگاهی عمومی از کج‌روی یا تخلف، کنترل جمعیت و محدود کردن، از قدرت جلوگیری می‌کند. فا تفاوت در رفتار بین جمعیت و بوروکراسی یا اشراف را از بین می‌برد.
فریزر نمایش هان فی زی را هنرها یا تکنیک‌های مدیریتی می‌داند، که روش‌های نامشخص فا را تشکیل می‌دهند، که شامل انتصاب‌های مبتنی بر شایستگی، مسئولیت‌پذیری در رابطه با عناوین شغلی، و به‌کارگیری پاداش و تنبیه برای تضمین انجام وظایف هستند. مقامات طبق پیشنهادهای اداری مورد نیاز، وظایفی را برای کارکنان و وزرا تعیین می‌کنند که نظریه آن‌ها با آرای هان فی زی «زینگ مینگ» نامیده می‌شود؛ که گونه‌ای ویژه از فا، شو، و تا حدی میراث موهیست‌هایی است که از شایسته‌سالاری، نظریه اصلاح نام‌ها، که با کنفوسیوس‌ها و دیگران مشترک است، حمایت می‌کردند.
فریزر، شی را به‌عنوان قدرت نهادی، یا موقعیت مفیدی که برای اجرای معیارهای رفتاری و تکنیک‌های اداری به‌کار می‌رود، توضیح می‌دهد. بر اساس ایده حاکم، با ایده‌آل کنفوسیوسی، حکومت باارزش اخلاقی و اقتدار اخلاقی، که هان فی زی آن را «احمقانه و غیرواقعی» می‌بیند، در تضاد است و دولت را به سوء‌حکومت دائمی و در انتظار یک پادشاه حکیم محکوم می‌کند. از طرفی حاکم، مبتنی بر ایده حکومت و کنترل تعداد زیادی از مردم است که می‌تواند قدرت و موقعیت را حفظ کند، چیزی که کاریزما قادر به کترل آن نیست. شی ارزش اخلاقی را غیرضروری می‌کند. حاکم فا را از موضع قدرت به‌کار می‌گیرد، یعنی دستگیره‌های مرگ و زندگی حکومت را به دست می‌گیرد و از تکنیک‌هایی برای مدیریت اداره کشور استفاده می‌کند.

## وو وی
حاکم روشن‌فکر هان فی زی با اختصاص دادن کل فصل ۱۴، (چگونه وزیران را دوست داشته باشیم) به «متقاعد کردن حاکم به بی‌رحمی نسبت به وزیران خود»، وزرای حاکم را با به وحشت می‌اندازد. ویژگی‌های مدیریتی یک حاکم با «قدرت ذهنی، برتری اخلاقی و توانایی جسمانی» او بی‌ربط است. او عقل و اخلاق فردی خود را کنار می‌گذارد و هیچ احساس شخصی نشان نمی‌دهد. آن‌چه مهم است روش حکومت اوست. فا (معیارهای اندازه‌گیری) نیازی به کمال از جانب حاکم ندارد.
اگرچه استفاده هان فی زی از وو وی مشتق از یک تائوئیسم اولیه بود، با این وجود تائوی آن بر استبداد تأکید می‌کند (تائو با چیزی جز خودش هویت ندارد، حاکم با وزیران هم‌ذات‌پنداری نمی‌کند). پروفسور زینگ لو با پذیرش این‌که هان فی، وو وی را به‌طور خاص برای دولت‌داری اعمال می‌کند، استدلال می‌کند که هان فی وو وی را یک فضیلت می‌داند.
تائو آغاز بسیاری از چیزها، معیار درست و نادرست است. در این صورت، فرمان‌روای دانا با نگاه به آغاز، سرچشمه همه چیز را می‌شناسد و با رعایت معیار، منشأ خیر و شر را می‌شناسد. از این رو، به واسطه تهی بودن و آرام گرفتن، منتظر است تا سیر طبیعت خود را تحمیل کند تا همه نام‌ها از خودشان مشخص شوند و همه امور از خودشان سامان یابند. تهی، جوهر مملو بودن را می‌داند: آرام می‌گیرد، حرکت را اصلاح می‌کند. کسی که کلمه‌ای را بر زبان می‌آورد برای خود نامی ایجاد می‌کند. کسی که رابطه دارد برای خودش یک شکل می‌سازد. فرم‌ها و نام‌ها را با هم مقایسه کنید و ببینید که آیا آن‌ها یکسان هستند یا خیر. آن‌گاه حاکم چیزی برای نگرانی نخواهد یافت زیرا همه چیز به واقعیت خود تقلیل یافته‌است.
تائو در نامرئی وجود دارد. عمل‌کرد آن در نامفهومی «تهی و آرام باش و کاری برای انجام دادن نداشته باش، آن‌گاه از تاریکی، عیوب را در نور ببین» است. ببینید اما هرگز دیده نشوید. بشنوید اما هرگز شنیده نشوید. بدانید اما هرگز شناخته نشوید. اگر سخنی شنیدید، آن را تغییر ندهید و جابه‌جا نکنید، بلکه آن را با عمل مقایسه کنید و ببینید آیا حرف و عمل با هم منطبق است یا خیر. برای هر مسئولی یک مأمور قرار دهید. اجازه ندهید با هم صحبت کنند. سپس همه چیز با نهایت تلاش انجام خواهد شد. ردپاها را بپوشانید و منابع را پنهان کنید. آن وقت وزرا نمی‌توانند منشأ را پیدا کنند. عقلت را رها کن و تواناییت را کنار بگذار. سپس زیردستان شما نمی‌توانند محدودیت‌های شما را حدس بزنند.
فرمان‌روای برجسته، منتظر، بدون شاخصه و ساکت است و باعث می‌شود نام‌ها (نقش‌ها) خودشان را تعریف کنند و امور خودشان را ثابت کنند. اگر او بدون شاخصه است، می‌تواند بفهمد که چه زمانی فعلیت خالص است، و اگر ساکت است، می‌تواند بفهمد چه زمانی حرکت درست است.
تفسیر هان فیزی دربارهٔ دائو ده جینگ بیان می‌کند که دانش بدون چشم‌انداز ممکن است. اما با توجه به تفاوت‌هایی که با بقیه متن دارد، محققان عموماً معتقد نیستند که هان فی زی آن را نوشته باشد.

## زینگ-مینگ

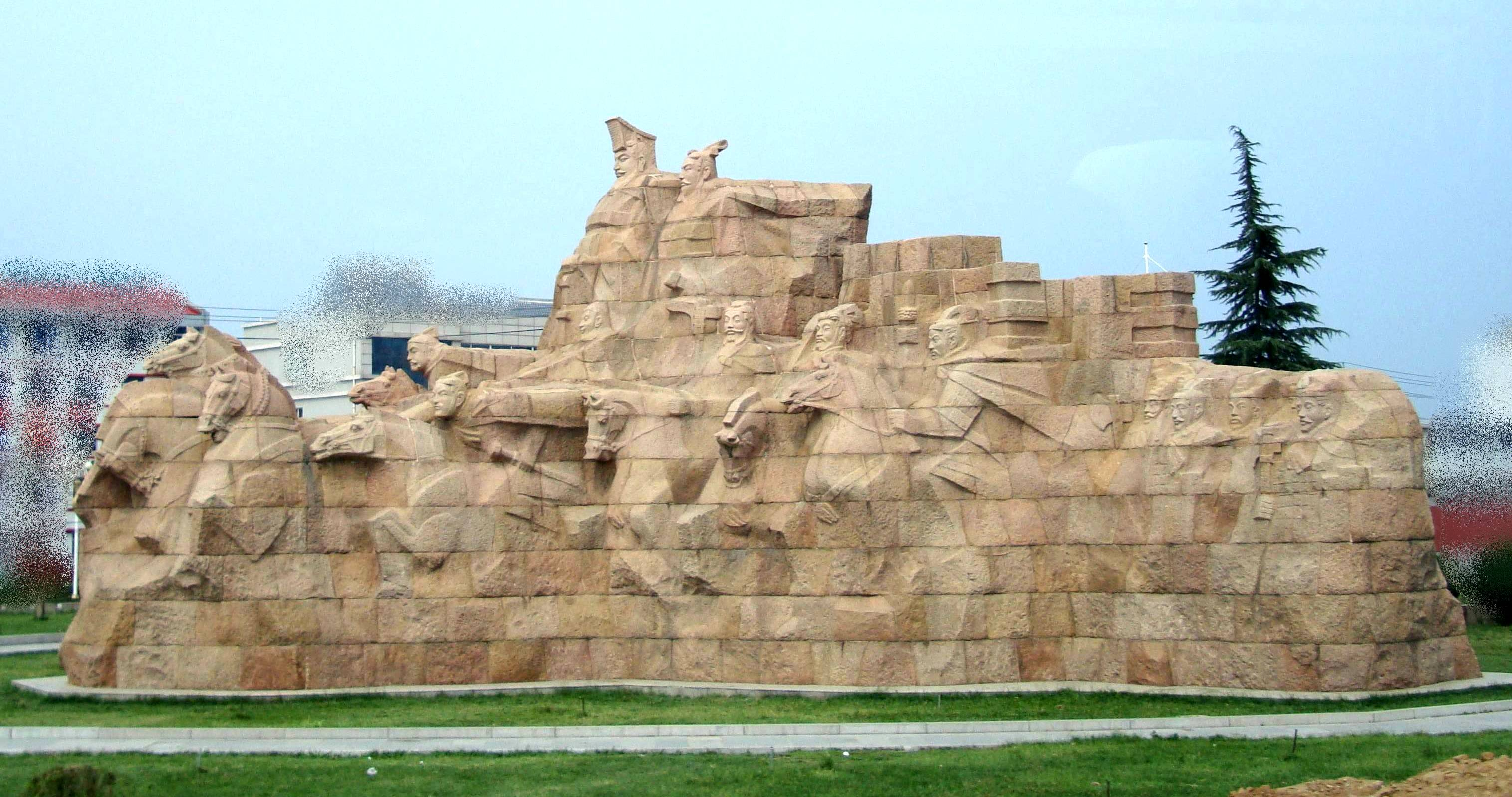
مجسمه اولین امپراتور و دستیارانش سوار بر اسب

هان فی زی به‌طور شدیدی بر چیزی متمرکز بود که آن را قانون‌گرایی یا زینگ-مینگ می‌نامید. سیما چیان و لیو شیانگ آن را این‌گونه تعریف می‌کنند: «پاسخگو بودن نتیجه واقعی به مینگ. مطابق با تصحیح نام‌ها کنفوسیوس و موهیست، یک وعده یا تعهد، به‌ویژه در رابطه با هدف دولت مستلزم مجازات یا پاداش است، کنترلی که هم توسط او و هم فلسفه سلفش «شن بوهای» مورد تأکید قرار گرفت با ایده کنفوسیوس وزیر خودمختار در تعارض است.
احتمالاً با اشاره به تدوین و تحمیل قوانین و اصطلاحات حقوقی متعارف، زینگ-مینگ ممکن است در اصل به‌معنای «مجازات و نام‌ها» باشد، اما با تأکید بر دومی. از طریق اعلامیه‌های الزام‌آور، مینگ مانند یک قرارداد قانونی عمل می‌کند. با تعهد شفاهی، به یک نامزد شغلی اختصاص داده می‌شود و او را مدیون حاکم می‌کند. با «نامیدن یا نام دادن» افراد در پست‌های تعیین‌شده، بر اساس شرح وظایف پیشنهادی و این‌که آیا نتایج با وظیفه‌ای که قول آن به آن‌ها محول شده‌است و یک وزیر واقعی آن را انجام می‌دهد، پاداش یا مجازات به او تعلق می‌گیرد.
هان فی زی بر تطابق کامل بین گفتار و کردار اصرار دارد. تناسب نام مهم‌تر از نتیجه است. تکمیل، دستاورد یا نتیجه یک کار، فرض آن از یک شکل ثابت زینگ است، که سپس می‌تواند به‌عنوان یک معیار در برابر ادعای اصلی مینگ استفاده شود. یک ادعای بزرگ با دستاوردی کوچک، برای یک تعهد نامناسب است، درحالی‌که یک دستاورد بزرگ‌تر با فراتر رفتن از محدوده‌های اداری اعتبار می‌گیرد.
«حاکم برجسته» هان فی زی «نام‌ها را به نام خود و امور را برای حل و فصل خود دستور می‌دهد.»
«اگر حاکم بخواهد به خیانتی پایان دهد، مطابقت زینگ و ادعا را بررسی می‌کند. این بدان معنی است که آیا کلمات با کار متفاوت هستند یا خیر. وزیری خود را بیان می‌کند. حاکم بر اساس سخنان او شغلی را به او محول می‌کند و حاکم وزیر را در قبال دستاوردی که صرفاً مبتنی بر شغل اوست پاسخ‌گو می‌نماید. اگر دستاورد با شغل او مطابقت نداشته باشد و شغل با حرف‌های او مطابقت نداشته باشد، مجازات می‌شود.
حاکم با ارزیابی پاسخ‌گویی سخنانش در قبال اعمالش، سعی می‌کند «پاداش‌ها و مجازات‌ها را مطابق با شایستگی واقعی یک موضوع تعیین کند» (با استفاده از فا). گفته می‌شود که استفاده از نام‌ها (مینگ) برای مطالبه واقعیت‌ها، مافوق‌ها را تعالی می‌بخشد و فرودست‌ها را مهار می‌کند. کنترلی در انجام وظایف فراهم می‌کند و طبیعتاً منجر به تأکید بر موقعیت والای مافوق و وادار کردن زیردستان به عمل در انجام امور می‌شود.
هان فی زی زینگ-مینگ را عنصر اساسی خودکامگی می‌داند و می‌گوید: «در هر راهی، مفروض کردن نام‌های یگانگی اهمیت اول را دارند. وقتی نام‌ها مرتب می‌شوند، همه چیز درست می‌شود. وقتی آن‌ها اشتباه هستند، همه ثبات خود را از دست می‌دهند.» او تأکید می‌کند که از طریق این سیستم، که قبلاً توسط شن بوهای توسعه داده شد، می‌توان یک‌نواختی زبان را توسعه داد، برای جلوگیری از تعارض و فساد می‌توان کارکردها را به‌طور دقیق تعریف کرد، و قوانین عینی و غیرقابل نفوذ در برابر تفسیرهای متفاوت ایجاد کرد. با محدود کردن گزینه‌ها به یک گزینه، می‌توان بحث بیهوده در مورد «شیوه صحیح حکومت‌داری» را حذف کرد. اگرچه هان فیزی تکنیک‌های شن بوهای را توصیه می‌کند، اما زینگ-مینگ هان فی زی را به‌طور قابل‌توجهی خاص‌تر می‌داند.

### مجازات و پاداش (دو دستگیره)

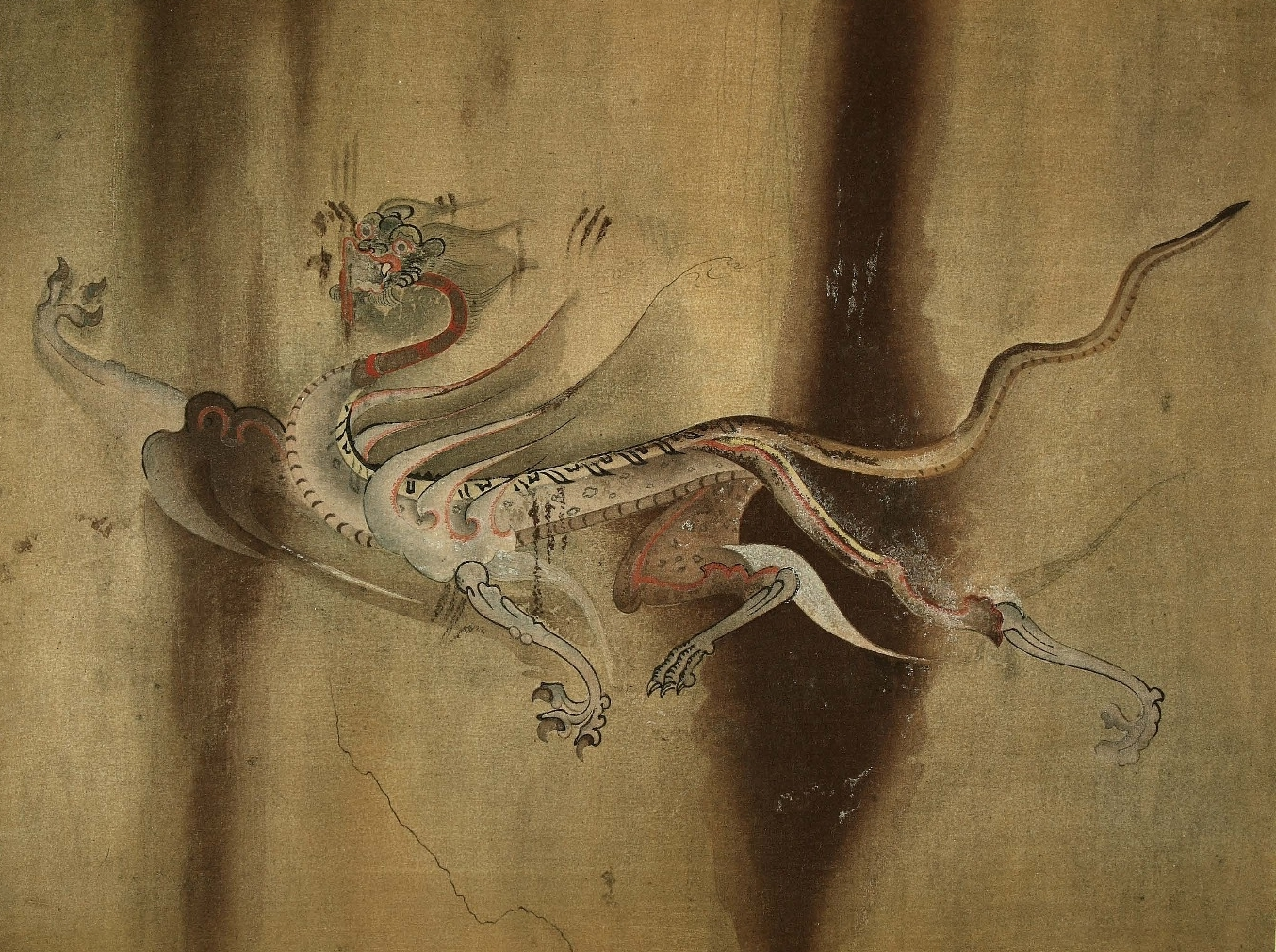
ببر سفید افسانه‌ای. کین شی هوانگ «ببر شین» نامیده می‌شدفرض کنید ببر چنگال‌ها و دندان‌هایش را کنار بگذارد و به سگ اجازه دهد از آن‌ها استفاده کند، ببر نیز به نوبه خود مورد تسلیم سگ قرار می‌گیرد. هان فی زی

اکثر آثار هان فی زی، شانگ یانگ را با قانون جزا معرفی می‌کنند (اگرچه کاملاً دقیق نیست). بحث آن در مورد کنترل بوروکراتیک ساده‌انگارانه است و عمدتاً از مجازات و پاداش حمایت می‌کند. شانگ یانگ جدای از این موضوع به سازمان بوروکراسی بی‌توجه بود. استفاده از این «دو دستگیره» (مجازات و پاداش) مقدمه اولیه نظریه اداری هان فی زی را تشکیل می‌دهد. با این حال، او آن را تحت تئوری شو (تکنیک‌های اداری) در ارتباط با زینگ-مینگ قرار می‌دهد.
به‌عنوان مثال، اگر «حافظ کلاه» (یک مقام دواتی مانند وزیر) ردایی را بر روی امپراتور خفته بپوشاند، باید به‌دلیل چاپلوسی کشته شود، درحالی‌که حافظ کلاه باید به‌دلیل بی‌کفایتی در انجام وظیفه به‌موقع به قتل برسد، چرا که این کار را پس از خوابیدن امپراتور انجام داده‌است. فلسفه «دو دستگیره» حاکم را به ببر یا پلنگ تشبیه می‌کند که «با دندان‌ها و چنگال‌های تیزش بر حیوانات دیگر چیره می‌شود» (پاداش و مجازات). وجود او به آن‌ها بستگی دارد. برای «پرهیز از هرگونه امکان غصب و توطئه توسط وزرا»، قدرت و «دستگیره‌های قانون» نباید «تقسیم یا منفک شود» و باید آن‌ها را منحصراً در حاکم متمرکز کند.
این در عمل به این معنی است که حاکم بایدفاصله‌اش را با وزرای خود حفظ کند. گاهی بالا بردن شأن وزرا، حاکم را به خطر می‌اندازد، و او باید به‌شدت از این کار بپرهیزد. مجازات، حاکمیت او را تأیید می‌کند؛ قانون هر کسی را که از مرز او فراتر رود، صرف‌نظر از قصدش، حذف می‌کند. قانون «با هدف از بین بردن عنصر خودخواهی در انسان و حفظ نظم عمومی»، مسئول ساختن و پرورش دادن مردم در قبال اعمالی است که مرتکب می‌شوند.
توسل نادر هان فی زی (در میان حقوق‌دانان) به استفاده از دانشمندان (متخصصان قانون و روش) او را از این نظر با کنفوسیوسی‌ها قابل مقایسه می‌کند. حاکم نمی‌تواند خود همه مقامات را کنترل کند و باید بر اجرای غیرمتمرکز قوانین و روش‌ها تکیه کند. برخلاف شن بوهای، هان فی زی اصرار دارد که باید وزیران وفادار (مانند گوان ژونگ، شانگ یانگ، و وو چی) وجود داشته باشند و با حداکثر اقتدار کار کنند. اگرچه فاجیا به‌دنبال افزایش قدرت حاکم بود، اما این طرح عملاً او را خنثی می‌کند و نقش او را به حفظ نظام پاداش و مجازات تقلیل می‌دهد، که طبق روش‌های بی‌طرفانه تعیین می‌شود و توسط متخصصانی که انتظار می‌رود از طریق استفاده از آن از او محافظت کنند. با ترکیب روش‌های شن بوهای با مکانیسم‌های شانگ یانگ، حاکم هان فی زی به‌سادگی هر کسی را که خدمات خوب ارائه می‌دهد را به‌کار می‌گیرد.

## مقایسه‌ها و دیدگاه‌ها
جدا از تأثیر کنفوسیوسیسم شونزی، که معلم هان فی زی و لی سی بود، به‌دلیل تفسیر هان فیزی بر دائو ده جینگ، که به‌عنوان یک متن سیاسی تعبیر می‌شود، هان فیزی گاهی اوقات به‌عنوان بخشی تلفیقی در هوانگ لائو گنجانده شده‌است. سنت تائوئیستی، تائو را به‌عنوان یک قانون طبیعی می‌دید که همه و همه مجبور بودند مانند نیروی طبیعت از آن پیروی کنند.
مترجم دبلیو کی لیائو (۱۹۶۰) که ترجمه او قدمت بیش‌تری نسبت به تحقیقات اخیر در مورد هان فیزی داشت، جهان‌بینی هان فی زی را «کاملاً تائوئیستی» توصیف کرد و از «نظریه انفعال» حمایت کرد، با این وجود، «اصرار بر کاربرد فعال این دو دستگیره برای دولت»، تفاوت بین ایده‌های هان فی زی و آموزه‌های تائوئیست‌های ارتدکس (که از ابتدا تا انتها از عدم اقدام حمایت می‌کردند) است. لیائو اندیشه هان فی زی را با شانگ یانگ مقایسه می‌کند و «توجه اصلی او را به مسائل بین حاکم و وزیر معطوف می‌کند… به حاکم آموزش می‌دهد که چگونه برتری خود را نسبت به وزیر حفظ کند و این‌که چرا باید وزیر را تضعیف کند.
فان نگوک در پیش‌گفتار خود برای هان فیزی هان فی زی را به‌عنوان مردی آگاه با استدلال‌های برنده، منطقی و محکم، که با شواهد عملی و واقع‌بینانه پشتیبانی می‌شود، تحسین کرد. روش‌های سختگیرانه هان فی زی در زمینه انحطاط اجتماعی مناسب بود. فان نگوک ادعا کرد که نوشته‌های هان فی دارای سه اشکال است: اول، ایده او از قانون‌گرایی برای خودکامگی مناسب نبود، زیرا یک سلسله حاکم دیر یا زود رو به زوال خواهند رفت. ثانیاً، به‌دلیل محدودیت ذاتی نظام سلطنتی استبدادی، هان فی زی نتوانست راه‌حل‌هایی را برای همه مسائلی که اشاره کرد ارائه دهد. سوم، هان فی زی اشتباه کرد که فکر می‌کرد انسان ذاتاً شر است و فقط به‌دنبال شهرت و سود است: انسان‌هایی هستند که سود خود را فدای خیر بزرگ‌تر می‌کنند، از جمله خود هان فی زی. تران نگوک ووانگ، هان فیزی را برتر از شهریار ماکیاولی می‌دانست و ادعا می‌کرد که ایدئولوژی هان فی زی برای دوره‌ای که در آن می‌زیسته بسیار اصلاح‌طلبانه است.
اگرچه چاد هنسن هان فیزی را اثری غنی و فرهیخته می‌داند، اما آن را «بیش از آن‌که چیزی را استدلال کند» بحث‌برانگیز می‌داند، که دارای فرضیات غیرموجه است. هنسن خود هان فی زی را اصیل، فلسفی یا اخلاقی نمی‌داند، او را صرفاً عمل‌گرا می‌بیند؛ با بدبینی، که «متکی بر لحن تمسخرآمیز آشنا با بینش واقع‌گرایانه برتر» است.

## یادداشت
1. ↑  کتاب لرد شانگ یک متن چینی باستانی مربوط به قرن سوم قبل از میلاد است که اثری بنیادی از «قانون‌گرایی چینی» در نظر گرفته می‌شود.
2. ↑  وو وی (wu-wei) یک مفهوم چینی باستانی است که به‌معنای «انفعال» یا «عمل بی‌دردسر» است.
3. ↑  تصحیح القاب یک آموزه از نامگذاری‌ها و روابط فئودالی کنفوسیوس است که برای تضمین هماهنگی اجتماعی رفتار می‌کند. بدون چنین توافقی، جامعه اساساً فرو می‌پاشد و «تعهدات تکمیل نمی‌شدند». آنالکتس بیان می‌کند که بی‌نظمی اجتماعی اغلب ناشی از ناتوانی در نامیدن اشیاء به نام خاصشان، یعنی درک و برخورد با واقعیت است. راه حل کنفوسیوس برای این امر «تصحیح القاب» بود.
4. ↑  جایگاه و منصب افراد، آن‌چه در پستی به آن نام نامیده می‌شوند.